# 釐侯 (蔡)
釐侯（きこう、生年不詳 - 紀元前761年）は、西周時代の蔡の君主。姓は姫、名は所事。夷侯の子で、夷侯の後を受けて蔡国の君主となった。在位48年。